# Severní

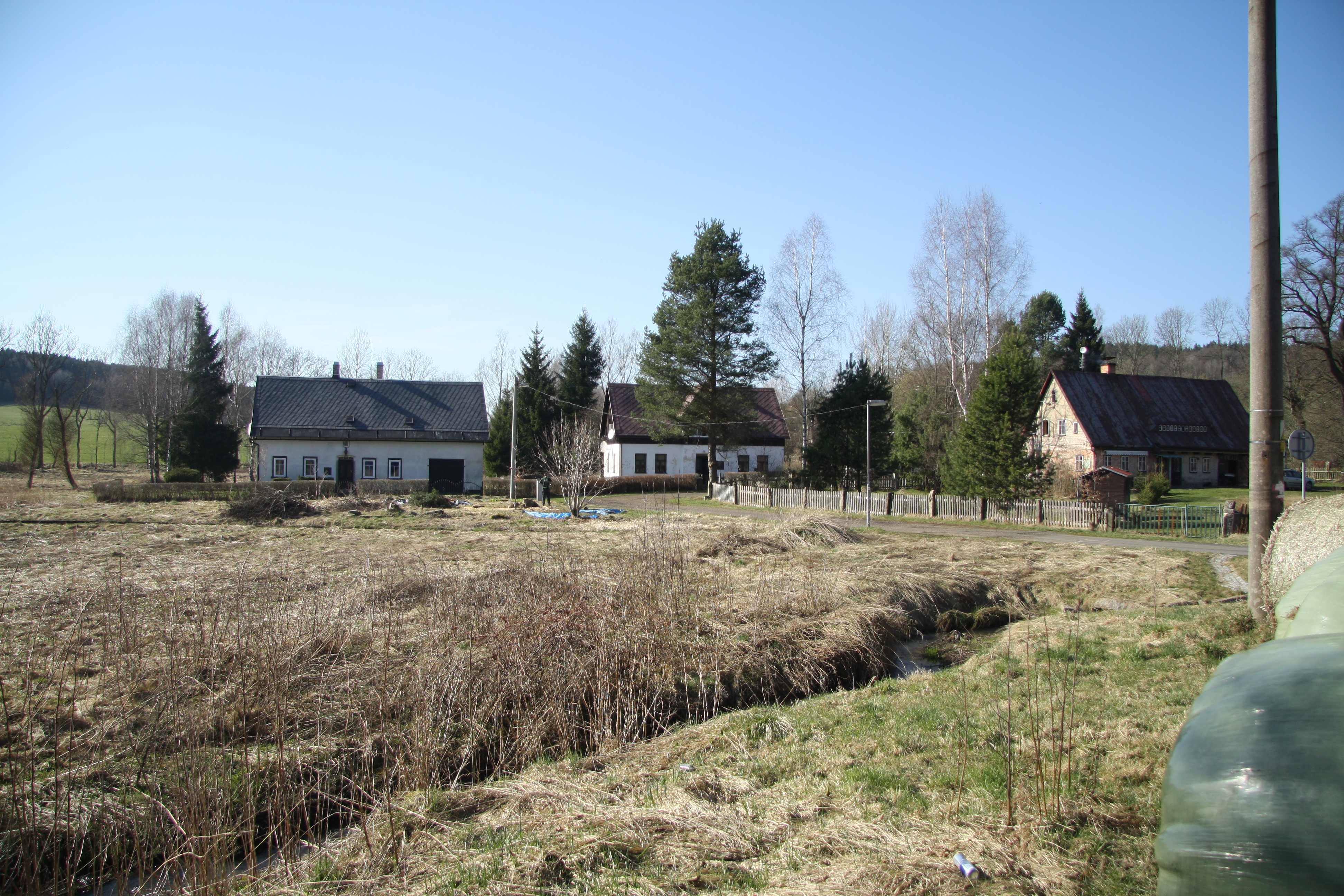
Severní (2017)

Severní (deutsch Hilgersdorf) ist ein Ortsteil der Gemeinde Lobendava in Tschechien. Er liegt sechs Kilometer nordöstlich von Dolní Poustevna im Schluckenauer Zipfel an der Grenze zu Sachsen/Deutschland und gehört zum Okres Děčín.

## Geographie

### Geographische Lage
Severní befindet sich südöstlich des Hohwaldes im Nordböhmischen Niederland und erstreckt sich entlang der Bäche Severní potok und Luční potok (Heimichbach) von Nord nach Süd. Nördlich erhebt sich die Buková hora (Buchberg, 512 m), im Nordosten der Hutberg (503 m), im Osten der Jáchym (St. Joachimsberg, 475 m), südlich der Anenský vrch (Annaberg, 420 m), südwestlich der Roubený (Raupenberg, 461 m), im Westen der Lobendavský vrch (Güttelberg, 430 m), Skřivánčí vrch (Lerchenberg, 479 m) und Hoher Hahn (528 m). Bei Severní befindet sich auf 51° 3′ N, 14° 19′ O der nördlichste Punkt des geschlossenen tschechischen Sprachgebietes, gleichzeitig ist Severní (deutsch wörtlich Norden) das nördlichste Dorf des Landes.

### Nachbargemeinden
Nachbarorte sind die Steinigtwolmsdorf und Wehrsdorf im Nordosten, Liščí im Osten, Lipová im Südosten, Vilémov und Lobendava im Süden, Langburkersdorf im Südwesten, Berthelsdorf im Westen sowie die Hohwaldklinik im Nordwesten.

## Geschichte
Das Waldhufendorf entstand vermutlich während der Kolonisationsphase im 12. bzw. Anfang des 13. Jahrhunderts. Erstmals urkundlich erwähnt wurde das Dorf 1223 im Zusammenhang mit der antiqua semita, einem alten Handelssteig, der von Bautzen nach Sebnitz und ins böhmische Landesinnere führte. Im Laufe der Zeit wurde der Ort als Hielgersdorff, Hielgersdorf und später als Hilgersdorf bezeichnet. Das Dorf war der Herrschaft Hainspach untertänig und hatte einen eigenen Lehnrichter. Das älteste Gerichtsbuch stammt aus der Zeit von 1542 bis 1595. Im Jahre 1833 bestand Hilgersdorf aus 292 Häusern und hatte 1935 Einwohner. Zu dieser Zeit gab es im Dorf fünf Mühlen, eine Schule, zwei Garnbleichen sowie das Lehngericht. Die Bewohner lebten vor allem von der Flachsspinnerei, Hausweberei, Strumpfwirkerei, Pfeifenschneiderei und Beschlägerei. Die Landwirtschaft spielte eine untergeordnete Rolle, es gab nur einige Bauern. Zudem wurde Torf gestochen.
Nach der Aufhebung der Patrimonialherrschaften bildete Hilgersdorf bzw. Hielgersdorf ab 1850 eine Gemeinde in der Bezirkshauptmannschaft Schluckenau. Einen Kilometer nördlich des Dorfes lag an der Hohwaldseite (Buková hora) der nördlichste Punkt Österreich-Ungarns, weshalb Hilgersdorf als nördlichst gelegene bewohnte Ortschaft der Monarchie bezeichnet wurde, tatsächlich war jedoch Fugau das nördlichste Dorf des Kaiserreiches. Im Jahre 1890 hatte das zum Gerichtsbezirk Hainspach gehörige Dorf 1585 Einwohner und bestand aus 289 Häusern. Im Dorf gab es eine vierklassige Schule. Im Jahre 1930 hatte das Dorf 1448 Einwohner. Infolge des Münchner Abkommens wurde Hilgersdorf 1938 dem Deutschen Reich zugeschlagen und gehörte von 1939 bis 1945 zum Landkreis Schluckenau. 1939 lebten in der Gemeinde 1357 Menschen. Am 8. Mai 1945 marschierte die 2. Polnische Armee unter Karol Świerczewski von Sachsen kommend über Hilgersdorf nach Böhmen ein. Nach dem Ende des Zweiten Weltkrieges begann die Vertreibung der fast ausschließlich deutschen Bewohner. Hilgersdorf wurde im Jahre 1947 in Severní umbenannt. 1950 wurde das entsiedelte Dorf in die Gemeinde Lobendava im Okres Rumburk eingemeindet und seit 1961 ist es dem Okres Děčín zugeordnet. Große Teile des Ortes, insbesondere das sich bis zur Grenze mit der DDR erstreckende Oberdorf wurden abgetragen. Seit der Zerstörung von Fukov im Jahre 1960 wurde Severní zum nördlichsten Dorf der Tschechoslowakei. Zwischen 1980 und 1990 war Severní ein Ortsteil von Dolní Poustevna, seit dem 24. November 1990 gehört das Dorf wieder zu Lobendava. 1991 hatte Severní 41 Einwohner. Im Jahre 2001 bestand das Dorf aus 24 Wohnhäusern, in denen 54 Menschen lebten.
Ende 2006 erlangte der Ort überregionale Aufmerksamkeit, als bei eBay das seit Beginn des 20. Jahrhunderts verschollen geglaubte und später im Besitz der Volksschule wiedergefundene, älteste Gerichtsbuch des Dorfes versteigert wurde. Das 1995 bei einem Einbruch in das Bezirksarchiv Děčín gestohlene Archivale wurde dem Archiv im Januar 2010 zurückgegeben.
Eine detaillierte Beschreibung des Dorfes Hilgersdorf mit Bildern der Häuser und Beschreibung der Einwohnerschaft im 20. Jahrhundert wurde von Franz Kocian verfasst. Die Dokumentation befindet sich im Bayerischen Staatsarchiv München Abteilung Sudetenland.

## Kultur und Sehenswürdigkeiten
- Gefallenendenkmal
- Kapelle der Hl. Anna und Kreuzweg auf dem Anenský vrch, errichtet 1775
- gezimmerte Block- und Umgebindehäuser
- Reste einer Kapelle und eines Kreuzweges aus dem Jahre 1914 auf dem Jáchym
- Nach dem Beitritt der Tschechischen Republik zum Schengen-Raum wurde die Ortsverbindungsstraße nach Steinigtwolmsdorf als touristischer Grenzübergang hergerichtet und mit einer neuen Asphaltdecke versehen.

## Söhne und Töchter des Ortes
- Ambrosius Kühnel (1771–1813), Organist und Verleger
- Franz Kocian (1925–2023), Webermeister und Heimatforscher